# Grégory Lacombe
Pour les articles homonymes, voir Lacombe.
Grégory Lacombe, né le 11 janvier 1982 à Albi, est un footballeur français.

## Biographie
Sélectionné avec l'équipe de la Ligue de Midi-Pyrénées en 1997, il remporte la Coupe nationale des 14 ans le 19 mai 1997, aux côtés de Philippe Mexès.
Technique, rapide et doté d'une conduite de balle au-dessus de la moyenne, Grégory Lacombe attire l'attention des recruteurs et choisit le centre de formation de l'AS Monaco Dès lors, ce natif d'Albi fréquente les sélections nationales avec son ami Philippe Mexès dès l'âge de quinze ans. Le 6 février 2000, l'entraîneur monégasque Claude Puel le lance de première division lors d'un déplacement à Lyon (1-2). Ne disputant que douze matchs en trois saisons par la suite, Lacombe décide de partir à l'AC Ajaccio qui lui offre du temps de jeu. Il prend alors du plaisir sous les ordres de Rolland Courbis et inscrit plusieurs buts décisifs qui participent au maintien de l'ACA. Il est alors sélectionné avec l'équipe de France espoirs pour affronter Malte et Israël.
De retour dans la principauté en 2004, il fera une saison complète sur le banc avant de tenter sa chance au Portugal avec le Vitória Setubal. À la fin d'une saison mitigée, il revient à l'AC Ajaccio qui évolue alors en Ligue 2. Auteur de belles prestations avec le club Corse il est remarqué par le Montpellier Hérault Sport Club qui l'engage en 2007 et avec qui il connait l'accession en Ligue 1 en 2009. Durant la seconde moitié de la saison 2010-2011 il est prêté à l'AS Monaco avec qui il va connaitre la descente en Ligue 2 avant de revenir dans l'Hérault, où après une saison avec l'équipe réserve, il résilie son contrat pour s'engager au Clermont Foot.
Grégory Lacombe possède un seul titre majeur à son palmarès, celui de champion de France obtenu en 2000 avec l'AS Monaco alors qu'il n'a participé qu'à une seule rencontre. Il participe également à la finale de supercoupe du Portugal en 2005.
Le 25 janvier 2011, le Montpellier HSC annonce sur son site officiel que Grégory Lacombe est prêté pour 6 mois à l'AS Monaco. C'est un retour aux sources pour le petit milieu qui retrouve son club formateur pour la fin de la saison.
De retour au MHSC, il n'est pas utilisé lors de la saison 2011-2012 qui voit le club remporter le titre de champion de France. En fin de contrat, il s'engage alors avec le Clermont Foot. Il ne reste qu'une saison avec le club et résilie son contrat en juin 2013.
À la surprise générale, il signe par la suite chez le petit poucet du championnat National l'ES Uzès, fraichement promu de CFA.
Saison 2018/2019 entraîneur de l'Union sportive albigeoise en Régional 1.

## Style de jeu
Technique, rapide et doté d'une conduite de balle au-dessus de la moyenne, Grégory Lacombe possède une activité et vivacité importante ainsi qu'un sens du but exacerbé.

## Statistiques et palmarès
Après des débuts difficiles en Division 1 malgré un titre de champion de France en 2000, Grégory se fait remarquer lors de son premier passage à l'AC Ajaccio.
Après avoir à nouveau ciré le banc en principauté, puis être passé par le Vitória Setubal avec lequel il participe à la finale du la Supertaça Cândido de Oliveira en 2005, il retrouve un poste de titulaire dans le club qui l'a révélé, l'AC Ajaccio.
Repéré par le Montpellier Hérault Sport Club alors sous les ordres de Rolland Courbis, il participe à la montée du club en Ligue 1 et donc au titre de vice-champion de Ligue 2 en 2009.
| Saison                | Club                  | Championnat           | Championnat | Championnat | Coupe nationale | Coupe nationale | Coupe de la Ligue | Coupe de la Ligue | Supercoupe | Supercoupe | Compétition(s) continentale(s) | Compétition(s) continentale(s) | Compétition(s) continentale(s) | Total | Total |
| Saison                | Club                  | Division              | M.          | B.          | M.              | B.              | M.                | B.                | M.         | B.         | Comp.                          | M.                             | B.                             | M.    | B.    |
| 1999 - 2000           | AS Monaco             | Division 1            | 1           | 0           | 1               | 0               | 1                 | 0                 | -          | -          | -                              | -                              | -                              | 3     | 0     |
| 2000 - 2001           | AS Monaco             | Division 1            | 8           | 1           | 1               | 0               | 2                 | 1                 | -          | -          | -                              | -                              | -                              | 11    | 2     |
| 2001 - 2002           | AS Monaco             | Division 1            | 3           | 0           | -               | -               | -                 | -                 | -          | -          | -                              | -                              | -                              | 3     | 0     |
| 2002 - 2003           | AC Ajaccio (prêt)     | Ligue 1               | 29          | 5           | -               | -               | -                 | -                 | -          | -          | -                              | -                              | -                              | 29    | 5     |
| 2003 - 2004           | AC Ajaccio (prêt)     | Ligue 1               | 21          | 2           | 1               | 0               | -                 | -                 | -          | -          | -                              | -                              | -                              | 22    | 2     |
| 2004 - 2005           | AS Monaco             | Ligue 1               | -           | -           | -               | -               | -                 | -                 | -          | -          | -                              | -                              | -                              | 0     | 0     |
| 2005 - 2006           | Vitória Setubal       | Liga 1                | 12          | 1           | -               | -               | -                 | -                 | 1          | 0          | C3                             | 1                              | 0                              | 14    | 1     |
| 2006 - 2007           | AC Ajaccio            | Ligue 1               | 22          | 2           | 2               | 0               | -                 | -                 | -          | -          | -                              | -                              | -                              | 24    | 2     |
| 2007 - 2008           | Montpellier HSC       | Ligue 2               | 34          | 6           | 2               | 1               | 3                 | 0                 | -          | -          | -                              | -                              | -                              | 39    | 7     |
| 2008 - 2009           | Montpellier HSC       | Ligue 2               | 23          | 3           | 2               | 1               | 2                 | 0                 | -          | -          | -                              | -                              | -                              | 27    | 4     |
| 2009 - 2010           | Montpellier HSC       | Ligue 1               | 8           | 0           | 1               | 0               | 1                 | 2                 | -          | -          | -                              | -                              | -                              | 10    | 2     |
| 2010 - Jan. 2011      | Montpellier HSC       | Ligue 1               | 3           | 0           | 1               | 0               | 3                 | 0                 | -          | -          | -                              | -                              | -                              | 7     | 0     |
| Jan. 2011 - 2011      | AS Monaco (prêt)      | Ligue 1               | 8           | 0           | -               | -               | -                 | -                 | -          | -          | -                              | -                              | -                              | 8     | 0     |
| 2011 - 2012           | Montpellier HSC       | Ligue 1               | -           | -           | -               | -               | -                 | -                 | -          | -          | -                              | -                              | -                              | 0     | 0     |
| 2012 - 2013           | Clermont Foot         | Ligue 2               | 21          | 1           | -               | -               | 1                 | 0                 | -          | -          | -                              | -                              | -                              | 22    | 1     |
| Total sur la carrière | Total sur la carrière | Total sur la carrière | 193         | 21          | 11              | 2               | 13                | 3                 | 1          | 0          | -                              | 1                              | 0                              | 219   | 26    |